# 髙嶺巌
髙嶺 巌（たかみね いわお、1967年8月9日 - ）は、日本の男性俳優、声優。広島県福山市出身。身長170cm。

## 来歴
盈進高等学校卒業。俳協養成所16期生、日本ナレーション演技研究所卒業。以前は銀プロダクション、E-sprinGに所属していた。

## 人物
趣味はDVD蒐集、イラスト、レコード収集、カラオケ、特撮・時代劇・吹き替え洋画鑑賞。特技は居合抜き。資格は普通自動車免許。
方言は広島弁。

## 出演作品

### テレビドラマ
- 明石家さんまの世にも不思議な名前物語（江川二美雄）
- 映画みたいな恋したい
  - インディ・ジョーンズ シリーズ
  - 俺たちは天使じゃない
- 君の名は
- 天国からもういちど
- 土曜ワイド劇場 東京・山形殺人ルート（TVレポーター）

### バラエティ
- 行列のできる法律相談所
- 追跡!テレビの主役
- びっくりハンター〜運命の月曜日〜

### Vシネマ
- 実録 鯨道シリーズ（刑事）
- 新OLの性（中尾和也）

### テレビアニメ
- ドラえもん（テレビ朝日版第1期）（1988年、通行人）
- おにいさまへ…（1991年）
- それいけ!アンパンマン（1992年、すなのしろ）
- フランダースの犬 ぼくのパトラッシュ（1992年、男A）
- 名探偵コナン（2010年、綾瀬紳六）

### OVA
- 暗黒神伝承 武神（1992年、狂気の男）
- 新海底軍艦（1995年、立花〈兄〉、管制官）

### ゲーム
- 春雨曜日（2001年）

### 吹き替え

#### 映画
- 蒼き狼 チンギス・ハーン（ジャムハ〈キナリツ〉）
- イキングット
- カンダハール（ハヤト〈ハヤトラ・ハキミ〉）
- ゴッド・アーミー/悪の天使
- サランヘヨ あなたに逢いたくて
- 真・三国志 天地戦乱（司馬仲達〈郭連文〉）
- 水滸伝 決戦!白龍城（戴宗〈王建軍〉）
- スティール 鋼鉄の救世主
- チェチェン・ウォー
- ドラキュラ・イン・ブラッド 血塗られた運命
- ドルフ・ラングレン ゾンビ・ハンター（ガブリエル）
- N.Y.犯罪潜入捜査官
- ハッダーの世界
- プロジェクトV 史上最悪のダム災害
- マイ・シスターズ・キッズ
- 目撃者 闇の中の瞳（チョン〈湯志偉〉）

#### テレビドラマ
- NYPDブルー
- 少林武王
- 新 酔拳
- 太極英雄
- ナイトライダー
- ピケット・フェンス ブロック捜査メモ
- ラストキングダム 10番目の王国

#### バラエティ
- Style up
- ティム・ガンのファッションチェック

#### アニメ
- ウッディー・ウッドペッカー（ミミズ、ハエ）

### 特撮
- 救急戦隊ゴーゴーファイブ（1999年、医師）

### CM
- スカイパーフェクトTV
  - 「2003 Jリーグ J1」
  - 「2003 Jリーグ J2」

### ラジオドラマ
- 一輪
- おまあ
- 風琴と魚の町
- ゴジラの出そうな夕焼けだった
- ハートシリアススクール
- 陽のあたらない坂道
- 夜間飛行
- ラジオ図書館

### ラジオCM
- 東京銀行
- 三菱化成

### ナレーション
- スカパー!
- 大相撲スペシャル
- ビッグモーニング
- モーニングアイ

### VP
- 日本酒造協会案内ビデオ
- 富士ゼロックス

### 舞台
- G線上のアリア
- SHOW 談シアター
- シルバー・ブリック・マジックロード
- 新撰組青春白書
- ドン・キ・症候群
- ひと目あなたに
- 卑弥呼
- ブリザード92
- ブリザード-After-
- ベターデイズ
- 松銀堂物語
- 南の島に雪が降る（2015年）
- 優しき風の中に
- ワイト・アント・シティ